# 塔切诺
塔切诺（義大利語：Taceno），是意大利莱科省的一个市镇。总面积3平方公里，人口546人，人口密度182.0人/平方公里（2009年）。国家统计（ISTAT）代码为097079。